# 강아솔
강아솔(1987년 2월 13일 ~ )은 대한민국의 포크 음악가이다. 2012년 스튜디오 앨범 《당신이 놓고 왔던 짧은 기억》으로 데뷔하였다. 2019년 《사랑의 시절》로 한국대중음악상 최우수 포크 음반 부문을, 〈섬〉으로 최우수 포크 노래 부문을 수상했다.
제주 출신으로 성신여자대학교에서 유아교육과 영어를 전공했다.

## 디스코그래피
스튜디오 앨범
- 《당신이 놓고 왔던 짧은 기억》 (2012)
- 《정직한 마음》 (2013)
- 《사랑의 시절》 (2018)
- 《사랑을 하고 있어》 (2021)
- 《아무도 없는 곳에서, 모두가 있는 곳으로》 (2023)

EP
- 《유영》 (2020)
- 《충무에서》 (2022)